# DZ Весов
DZ Весов (лат. DZ Librae) — одиночная переменная звезда в созвездии Весов на расстоянии (вычисленном из значения параллакса) приблизительно 17312 световых лет (около 5308 парсеков) от Солнца. Видимая звёздная величина звезды — от +14,9m до +13,9m.

## Характеристики
DZ Весов — оранжевая пульсирующая полуправильная переменная звезда (SR) спектрального класса K. Эффективная температура — около 4000 К.